# Боровина (Болгария)
Боровина (болг. Боровина) — село в Болгарии. Находится в Смолянской области, входит в общину Мадан. Население составляет 377 человек.

## Политическая ситуация
В местном кметстве Боровина, в состав которого входит Боровина, должность кмета (старосты) исполняет Десислава Чернева (Граждане за европейское развитие Болгарии (ГЕРБ)) по результатам выборов 2011 года, прежде кметом был Мехмед Ахмедов Сюлмановски (Болгарская социалистическая партия (БСП)) по результатам выборов 2007 года.